# 대만 고속철도

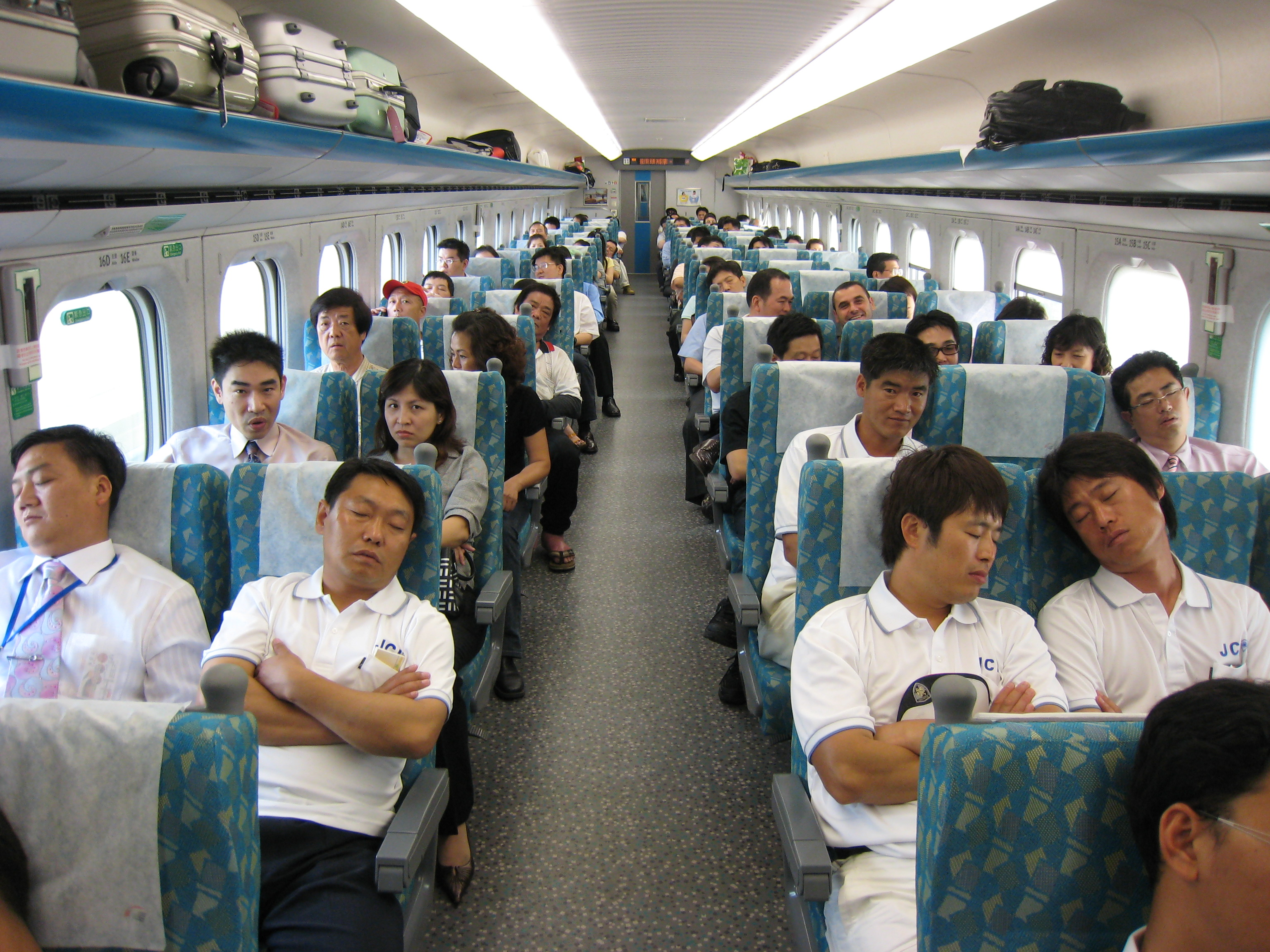
대만 고속철도의 일반석

대만 고속철도(중국어 정체자: 台灣高速鐵路, 간체자: 台湾高速铁路, 병음: Táiwān Gāosù Tiělù)는 대만 타이베이시와 가오슝시를 잇는 철도 노선이다. 시험 운행 중의 두 차례 탈선 사고 등으로 인해 안전상의 문제가 제기되어 2007년 1월 5일에 임시 개통하여 운행을 개시하였고, 타이베이 역의 고속철도 승강장이 완공된 같은해 3월 2일에 정식으로 개통하였다. 

## 운행 형태
열차에 따라 정차역이 다르며, 이를 구분하는 별도의 등급이나 열차 이름이 없이 열차 번호로만 구분된다. 타이베이-줘잉 간 소요 시간은 열차에 따라 1시간 36분~2시간이다. 노선은 대만의 남북을 잇는다.
| 열차 번호                      | 난강        | 타이베이    | 반차오      | 타오위안    | 신주        | 먀오리      | 타이중 | 장화      | 윈린      | 자이      | 타이난    | 쭤잉      | 비고 |
| ------------------------------ | ----------- | ----------- | ----------- | ----------- | ----------- | ----------- | ------ | --------- | --------- | --------- | --------- | --------- | --- |
| 100호대, 1100호대              | ●           | ●           | ●           | ↔           | ↔           | ↔           | ●      | ↔         | ↔         | ↔         | ↔         | ●         | 쾌속 운행 |
| 200호대, 1200호대              | ●           | ●           | ●           | ■           | ↔           | ↔           | ●      | ↔         | ↔         | ■         | ●         | ●         | 200, 295호 열차의 경우 자이 정차 및 타오위안, 반차오 무정차 1202호 열차의 경우 자이 정차 및 반차오 무정차 203호 열차의 경우 타이베이 발착 및 자이 정차 |
| 300호대, 1300호대              | ●           | ●           | ●           | ■           | ↔           | ↔           | ●      | ●         | ●         | ●         | ●         | ●         | 333호 열차의 경우 반차오 무정차 및 타오위안 정차 |
| 500호대, 1500호대              | ●           | ●           | ●           | ●           | ●           | ●           | ●      | 난강 기점 | 난강 기점 | 난강 기점 | 난강 기점 | 난강 기점 | 구간별 완행 운행 |
| 500호대, 1500호대              | 타이중 기점 | 타이중 기점 | 타이중 기점 | 타이중 기점 | 타이중 기점 | 타이중 기점 | ●      | ●         | ●         | ●         | ●         | ●         | 구간별 완행 운행 |
| 600호대, 1600호대              | ●           | ●           | ●           | ●           | ●           | ↔           | ●      | ↔         | ↔         | ●         | ●         | ●         | 696호 열차의 경우 타이베이까지 운행 |
| 800호대                        | ●           | ●           | ●           | ●           | ●           | ●           | ●      | ●         | ●         | ●         | ●         | ●         | 완행 운행 |
| ●＝정차；■＝일부 정차；↔＝통과 |             |             |             |             |             |             |        |           |           |           |           |           | |

## 차량
- 대만 고속철도 700T형 전동차

## 역사
- 2007년 1월 5일 : 영업 운행(가영업) 개시
- 2007년 3월 2일 : 정식 개통
- 2015년 12월 1일 : 먀오리 역, 장화 역, 윈린 역 개업
- 2016년 7월 1일 : 난강 역 개업으로 연장개통

## 역 목록
| 역명     | 중국어 역명 | 영어 역명   | 역간 거리 | 영업 거리 | 소재지      | 소재지      |
| -------- | ----------- | ----------- | --------- | --------- | ----------- | ----------- |
| 난강     | 南港        | Nangang     | 0.0       | -3.270    | 타이베이시  | 난강 구     |
| 타이베이 | 台北        | Taipei      | 5.904     | 5.904     | 타이베이시  | 중정 구     |
| 반차오   | 板橋        | Banqiao     | 7.216     | 13.120    | 신베이시    | 반차오 구   |
| 타오위안 | 桃園        | Taoyuan     | 29.165    | 42.285    | 타오위안 시 | 중리 구     |
| 신주     | 新竹        | Hsinchu     | 29.894    | 72.179    | 신주 현     | 주베이 시   |
| 먀오리   | 苗栗        | Miaoli      | 32.686    | 104.865   | 먀오리 현   | 허우룽 진   |
| 타이중   | 台中        | Taichung    | 60.868    | 165.733   | 타이중시    | 우르 구     |
| 장화     | 彰化        | Changhua    | 28.153    | 193.886   | 장화 현     | 톈중 진     |
| 윈린     | 雲林        | Yunlin      | 24.594    | 218.480   | 윈린 현     | 후웨이 진   |
| 자이     | 嘉義        | Chiayi      | 33.104    | 251.584   | 자이 현     | 타이바오 시 |
| 타이난   | 台南        | Tainan      | 62.276    | 313.860   | 타이난시    | 구이런 구   |
| 쭤잉     | 左營        | Zuoying     | 31.328    | 345.188   | 가오슝시    | 쭤잉 구     |
| (가오슝) | (高雄)      | (Kaohsiung) | (?.?)     | (?.???)   | 가오슝시    | 싼민 구     |

### 각 역의 구조
각 역 구내 배선 및 홈 형식을 표로 나타낸다.
원칙으로서 모든 열차가 정차하여 통과 열차가 없는 역에서는 "2면 4선"의 구내 배선이 기본이 된다. 즉, 섬식 홈을 2면 배치하여 정류장은 상하선에 각각 2개소, 총 4곳을 마련하는 구조이다. 상하선 모두 각각 2개의 열차가 동시에 정차 가능하고, 상호 환승이 가능한 배선이다.
통과 열차가 있는 역에서는, 본선(통과선)에 직접 홈을 마련하지 않고, 본선과는 별도로 대피선을 설치한 후에 홈을 마련하는 구조가 기본이다. 이는 홈의 이용객과 고속으로 통과하는 열차 사이에 거리를 확보하여 풍압 등에 의한 사고를 막는 것이 목적이다.
| 배선 분류 | 2면4선               | 2면2선+통과선                                                | 2면4선+통과선 | 3면6선                  |
| 구내도    |                      |                                                              |               |                         |
| 해당역    | 타이베이역・반차오역 | 타오위안역・신주역・먀오리역 장화역・원린역・자이역 타이난역 | 타이중역      | 난강역・쭤잉/고속철도역 |

## 같이 보기
- 대만의 교통

## 참조
1. ↑  “Taiwan's high-speed train debuts”. CNN.com. 2007년 1월 5일. 2007년 1월 6일에 확인함.